# Électricité en Chine

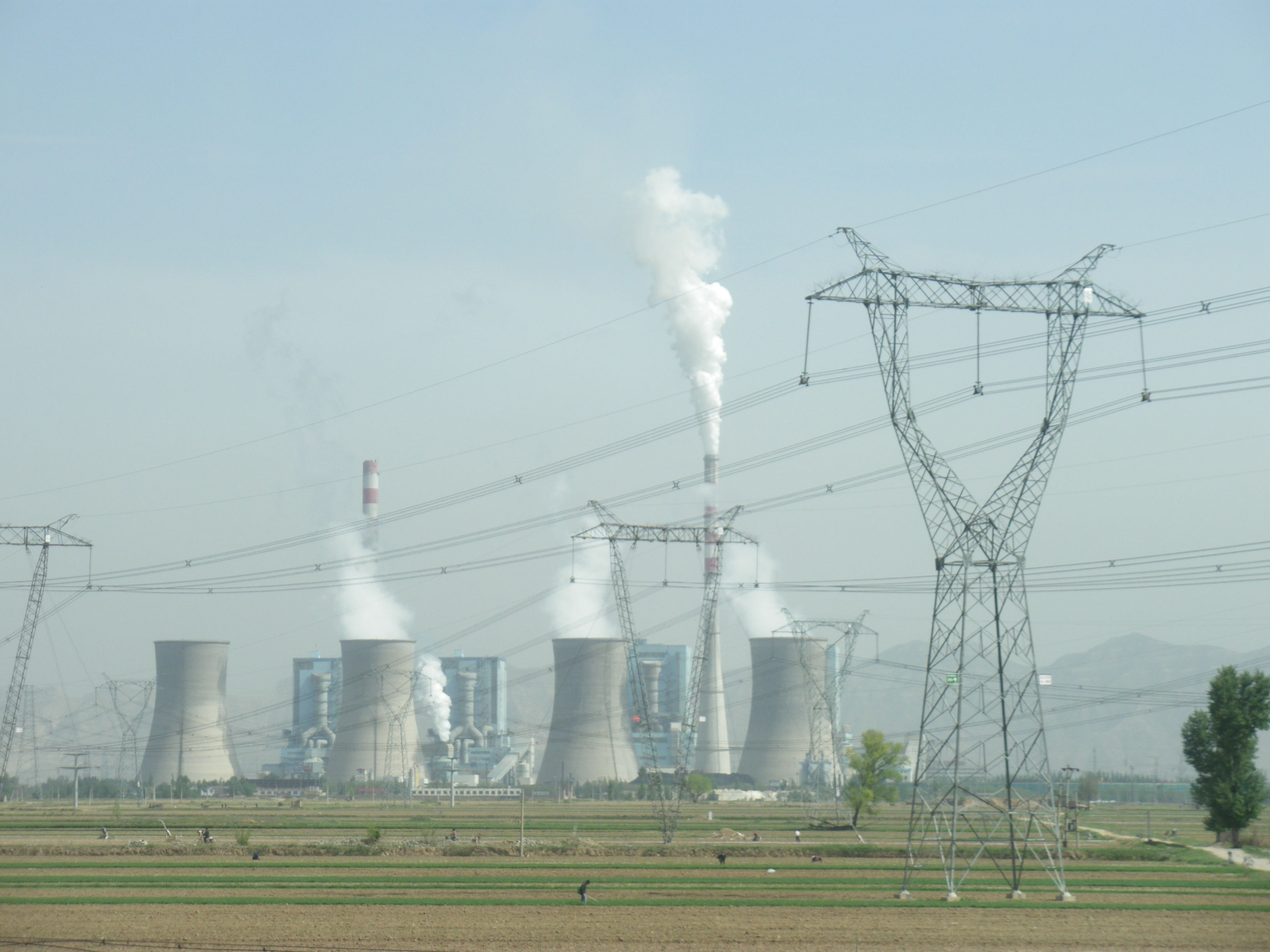
Centrale à charbon de Shuozhou, Shanxi, 2010.

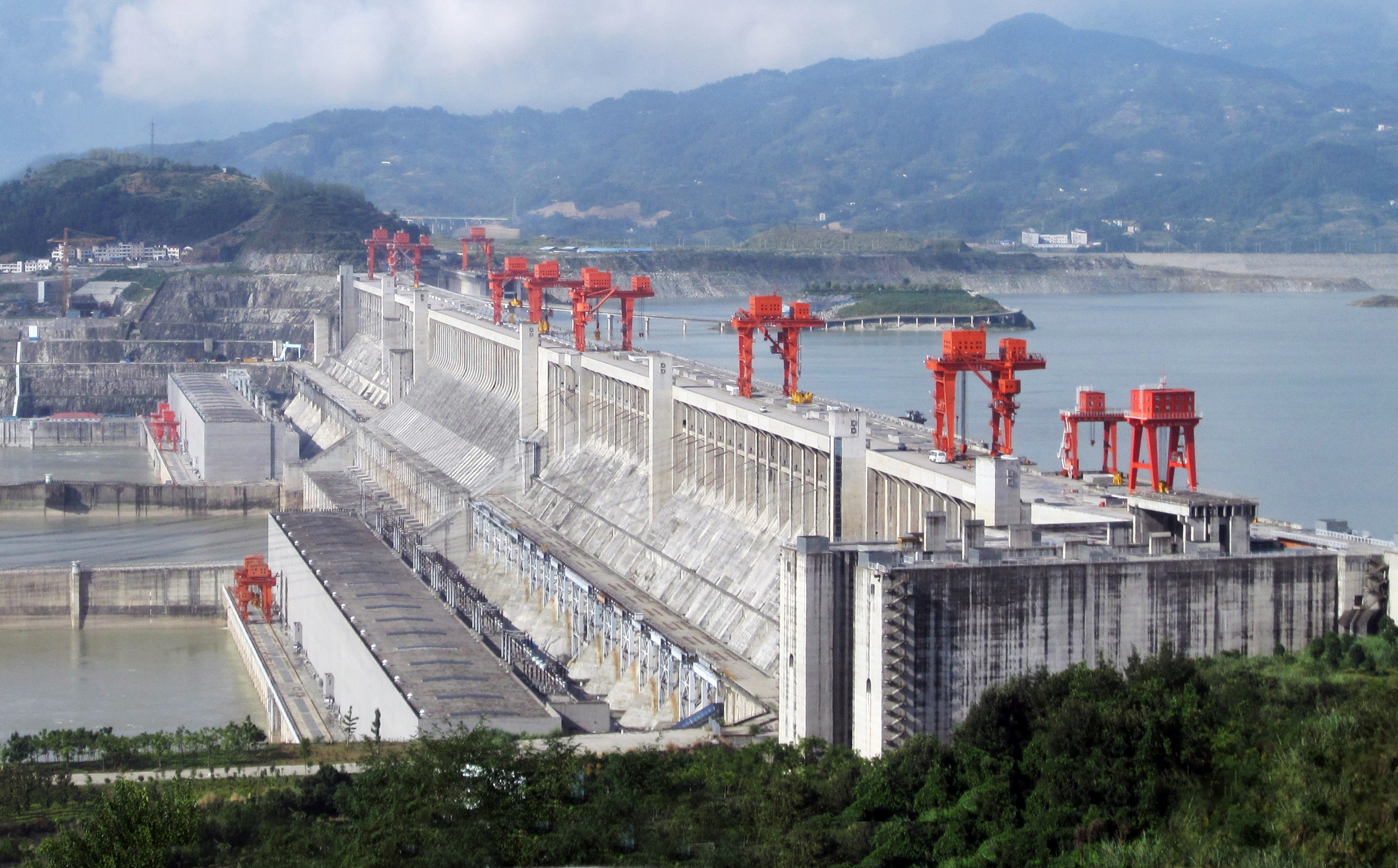
Barrage des Trois-Gorges, 2009.

Le secteur de l'électricité en Chine se caractérise par la prédominance des combustibles fossiles mais aussi par le déclin de leur part dans la production d'électricité, qui atteint 61,0 % en 2024 (contre 82,5 % en 2000), dont 57,8 % pour le charbon et 3,2 % pour le gaz naturel ; la part du nucléaire est de 4,5 % et celle des énergies renouvelables de 33,7 % (hydroélectricité : 13,4 %, éolien : 9,9 %, solaire : 8,3 %, biomasse-déchets : 2,1 %), contre 16,3 % en 2000.
La Chine est le plus important producteur mondial dans la plupart des domaines : pour la production totale d'électricité (32,4 % de la production mondiale en 2024), pour celle à partir de charbon (54,9 %), pour la production hydroélectrique (30,4 %), pour l'électricité renouvelable hors hydraulique (37,8 %), pour l'éolien (39,7 %), le solaire photovoltaïque (39,7 %) et la biomasse (28,3 % en 2022) ; le pays est au 2e rang mondial pour la production d'électricité nucléaire (16,0 % du total mondial), au 4e rang pour la puissance installée des centrales solaires thermodynamiques (8,3 %), et au 4e rang pour la production d'électricité à partir du gaz naturel (4,6 %).
La part de l'électricité dans la consommation finale d'énergie était de 28,4 % en 2022.
La consommation d'électricité se répartissait en 2022 en 59,1 % pour le secteur industriel, 18,5 % pour le secteur résidentiel, 7,9 % pour le secteur tertiaire, 2,3 % pour les transports et 2,3 % pour l'agriculture.
La consommation d'électricité par habitant était en 2022 supérieure de 78 % à la moyenne mondiale, mais inférieure de 8 % à celle de la France et de 52 % à celle des États-Unis.

## Comparaisons internationales
Les statistiques de l'Agence internationale de l'énergie et celles de l'Energy Institute classent la Chine au premier rang mondial pour la plupart des indicateurs :
| Source d'énergie                                                                                         | Indicateur                        | Rang | Année    | Quantité | Unité | % monde | Commentaires                                                                             |
| --- | --------------------------------- | ---- | -------- | -------- | ----- | ------- | ---------------------------------------------------------------------------------------- |
| Électricité                                                                                              | Production                        | 1er  | 2024     | 10 126   | TWh   | 32,4 %  | 2e : États-Unis (14,8 %)                                                                 |
| Prod.élec.par source**                                                                                   | Charbon                           | 1er  | 2024     | 5 828    | TWh   | 54,9 %  | 2e : Inde (14,3 %), 3e : États-Unis (6,7 %)                                              |
| Prod.élec.par source**                                                                                   | Gaz naturel                       | 4e   | 2024     | 320,7    | TWh   | 4,6 %   | 1er : États-Unis (28,6 %), 2e : Russie (7,8 %), 3e : Iran (4,9 %), 5e : Japon (4,6 %)    |
| Prod.élec.par source**                                                                                   | Énergies renouvelables hors hydro | 1er  | 2024     | 2 045    | TWh   | 37,8 %  | 2e : États-Unis (15,3 %), 3e : Allemagne (4,8 %), 4e : Inde (4,4 %), 5e : Brésil (4,4 %) |
| Nucléaire                                                                                                | Production                        | 2e   | 2024     | 450,9    | TWh   | 16,0 %  | 1er : États-Unis (29,2 %), 3e : France (13,5 %), 4e : Russie (7,7 %)                     |
| Nucléaire                                                                                                | Puissance installée               | 3e   | 2025     | 55,32    | GW    | 14,7 %  | 1er : États-Unis (96,95 GW, 25,8 %), 2e : France (63 GW, 16,7 %)                         |
| Nucléaire                                                                                                | % nucléaire/élec*                 | 25e  | 2024     | 4,7      | %     |         | 1er : France (67,3 %), 2e : Slovaquie (60,6 %) ; États-Unis : 18,2 %, Russie : 17,8 %    |
| Hydroélectricité                                                                                         | Production                        | 1er  | 2024     | 1 354,3  | TWh   | 30,4 %  | 2e : Brésil (9,3 %), 3e : Canada (7,7 %)                                                 |
| Hydroélectricité                                                                                         | Puissance installée               | 1er  | 2024     | 435,95   | GW    | 30,2 %  | 2e : Brésil (7,6 %), 3e : États-Unis (7,1 %)                                             |
| Hydroélectricité                                                                                         | % hydro/élec*                     | 22e  | 2024     | 13,4     | %     |         | 1er : Norvège (88,3 %), 2e : Venezuela (87,4 %), 3e : Laos (75,9 %)                      |
| Énergie éolienne                                                                                         | Production élec.                  | 1er  | 2024     | 997      | TWh   | 39,7 %  | 2e : États-Unis (18,2 %), 3e : Allemagne (5,5 %)                                         |
| Énergie éolienne                                                                                         | Puissance installée               | 1er  | 2024     | 521,7    | GW    | 46,0 %  | 2e : États-Unis (13,5 %), 3e : Allemagne (6,4 %)                                         |
| Solaire photovoltaïque                                                                                   | Production élec.                  | 1er  | 2024     | 839,3    | TWh   | 39,7 %  | 2e : États-Unis (14,5 %), 3e : Inde (6,5 %)                                              |
| Solaire photovoltaïque                                                                                   | Puissance installée               | 1er  | 2024     | 887,4    | GW    | 47,7 %  | 2e : États-Unis (9,5 %), 3e : Inde (5,2 %), 4e : Japon (4,9 %), 5e : Allemagne (4,8 %)   |
| Solaire photovoltaïque                                                                                   | % PV/élec*                        | 19e  | fin 2024 | 13,1     | %     |         | 1er : Grèce (27,9 %), 2e : Pays-Bas (25,5 %), 3e : Espagne (24,0 %)                      |
| Solaire thermodynamique                                                                                  | Puissance installée               | 4e   | 2024     | 570      | MW    | 8,3 %   | 1er : Espagne (33,5 %), 2e : États-Unis (21,5 %), 3e : Émirats arabes unis (8,7 %)       |
| Biomasse                                                                                                 | Production d'électricité          | 1er  | 2022     | 181,8    | TWh   | 28,3 %  | 2e : Brésil (8,6 %), 3e : États-Unis (7,9 %), 4e : Allemagne (6,6 %)                     |
| * % (nucléaire, hydro, éolien, PV)/total production d'électricité ** production d'électricité par source |                                   |      |          |          |       |         |                                                                                          |

La Chine était en 2022 le pays le plus peuplé au monde par sa population de 1 411,75 millions d'habitants, en baisse de 850 000 en 2022, soit 17,6 % de la population mondiale. En 2023, sa population a chuté de 2,08 millions d'habitants, à 1 409 millions. Le nombre de naissances (9,02 millions) a chuté de 5,7 % et celui des décès (11,1 millions) a augmenté de 6,6 % du fait de la vague de décès consécutive à la levée des restrictions sanitaires liées à la pandémie de Covid-19 fin 2023.

## Production d'électricité
Le graphique qui aurait dû être présenté ici ne peut pas être affiché car il utilise l'ancienne extension Graph, désactivée pour des questions de sécurité. Des indications pour créer un nouveau graphique avec la nouvelle extension Chart sont disponibles ici.

Production d'électricité par source en Chine
Source : Agence internationale de l'énergie, Energy Institute pour 2022-23.
Voir aussi plus bas graphique détaillé sur les EnR
Selon les estimations de l'Energy Institute, la Chine a produit 10 125,9 TWh en 2024 (+6,7 %) ; cette production a progressé de 73,6 % en dix ans (2014-2024) ; elle représente 32,4 % de la production mondiale. Elle provient pour 61,0 % des combustibles fossiles (charbon 57,8 %, gaz naturel 3,2 %), pour 4,5 % des centrales nucléaires, pour 33,7 % des énergies renouvelables (hydraulique 13,4 %, autres 20,3 %) et pour 0,8 % d'autres sources, dont éolien : 9,9 %, solaire : 8,3 % et biomasse-déchets : 2,1 %.
La part de l'électricité dans la consommation finale d'électricité atteignait 28,4 % en 2022.
En 2022, la production brute d'électricité en Chine s'élevait à 8 987 TWh, les centrales thermiques fossiles en produisant 64,9 % (dont charbon : 61,6 %), les centrales nucléaires 4,6 % et les EnR 30,4 % (hydroélectricité : 15,0 %, éolien : 8,5 %, solaire : 4,8 % et biomasse : 2,0 %.
| Énergie                                                  | 1990  | %    | 2000    | %    | 2010    | %    | 2020    | %    | 2022    | % 2022 | var. 2022/1990 |
| Charbon                                                  | 469,8 | 72,2 | 1 079,3 | 77,8 | 3 263,5 | 76,9 | 4 939,7 | 63,3 | 5 536,9 | 61,6 % | x 11,8         |
| Pétrole                                                  | 50,9  | 7,8  | 47,4    | 3,4  | 15,0    | 0,4  | 11,6    | 0,1  | 8,9     | 0,1 %  | -82 %          |
| Gaz naturel                                              | 2,8   | 0,4  | 18,0    | 1,3  | 92,5    | 2,2  | 257,7   | 3,3  | 289,5   | 3,2 %  | x104,5         |
| Total comb. fossiles                                     | 523,4 | 80,5 | 1 144,7 | 82,5 | 3 370,9 | 79,4 | 5 209,0 | 66,8 | 5 835,4 | 64,9 % | x11,1          |
| Nucléaire                                                | -     | -    | 16,7    | 1,2  | 73,9    | 1,7  | 366,3   | 4,7  | 417,8   | 4,6 %  | ns             |
| Hydraulique                                              | 126,7 | 19,5 | 222,4   | 16,0 | 722,2   | 17,0 | 1 355,2 | 17,4 | 1 352,2 | 15,0 % | x10,7          |
| Biomasse                                                 | -     | -    | 2,4     | 0,2  | 24,8    | 0,6  | 132,7   | 1,7  | 181,8   | 2,0 %  | ns             |
| Déchets renouv.                                          | -     | -    | -       | -    | -       | -    | 0,05    | ε    | 0,06    | ε      | ns             |
| Solaire PV                                               | -     | -    | 0,02    | ε    | 0,7     | 0,02 | 260,6   | 3,3  | 427,4   | 4,8 %  | ns             |
| Solaire thermodyn.                                       | -     | -    | -       | -    | -       | -    | 1,7     | 0,02 | 2,1     | 0,02   | ns             |
| Éolien                                                   | -     | -    | 0,6     | 0,04 | 44,6    | 1,1  | 466,5   | 6,0  | 762,7   | 8,5%   | ns             |
| Total EnR                                                | 126,7 | 19,5 | 225,6   | 16,3 | 801,5   | 18,9 | 2 225,4 | 28,5 | 2 733,6 | 30,4 % | ns             |
| Déchets non renouv.                                      | -     | -    | -       | -    | 9,1     | 0,2  | 8,5     | 0,1  | 7,1     | 0,1 %  | ns             |
| Total prod.brute                                         | 650,2 | 100  | 1 387,1 | 100  | 4 246,3 | 100  | 7 800,7 | 100  | 8 986,7 | 100 %  | x13,8          |
| Source des données : Agence internationale de l'énergie. |       |      |         |      |         |      |         |      |         |        |                |

La prépondérance du thermique fossile (charbon pour l'essentiel) est massive. Toutefois, les autorités déploient des efforts de plus en plus importants pour échapper à cette dépendance : développement de l'hydroélectricité, puis du nucléaire, et enfin de l'éolien et du solaire. Depuis 2000, la part du thermique fossile a baissé de 17,6 points ; le nucléaire a gagné 3,4 points, les EnR 14,1 points.
En 2021, la production d'électricité atteignait 555 TWh en France. La Chine produisait 8 636 TWh, soit 15,6 fois plus d'électricité ; mais elle avait une population 20,8 fois plus nombreuse ; sa production par habitant correspondait donc seulement à 75 % de celle de la France.
La puissance installée de la Chine était estimée à 1 145 GW au début de 2013 ; elle a plus que doublé par rapport à 2005 (524 GW) ; l'EIA prévoit qu'elle atteindra 2 265 GW en 2040.

### Organisation du secteur
En 2002, le gouvernement chinois a démantelé le monopole State Power Corporation (SPC) en unités séparées de production, transport et services ; depuis cette réforme, la production est contrôlée par cinq compagnies publiques : China Huaneng Group, China Datang Group, China Huadian Corporation, Guodian Power et China Power Investment, qui produisent environ la moitié de l'électricité du pays ; le restant est produit pour l'essentiel par des producteurs d'électricité indépendants (IPPs), souvent en partenariat avec des filiales de droit privé des compagnies d'état. Les réformes ont ouvert le secteur à l'investissement étranger, bien que de façon encore limitée.
Lors des réformes de 2002, SPC a divisé ses actifs de transport et distribution en deux compagnies : Southern Power Grid Company et State Power Grid Company, qui exploitent les sept réseaux électriques du pays. State Power Grid exploite les réseaux de transport du nord, et Southern Power Grid ceux du sud. La State Electricity Regulatory Commission (SERC) est responsable de l'application de la réglementation dans le secteur et de la promotion des investissements et de la concurrence afin de réduire les pénuries d'électricité ; la SERC a été absorbée en mars 2013 par la NEA. La Chine cherche à améliorer l'efficacité du système et les interconnexions par la construction de lignes à très haute tension, ainsi qu'à développer un plan de réseau électrique intelligent, avec une première phase terminée en 2012 et d'autres phases jusqu'à 2020.
Les prix de gros et de détail sont fixés par la NDRC, qui fixe également les prix du charbon destiné à la production d'électricité. En 2011, des prix de charbon élevés et des prix d'électricité bas ont causé des pertes financières pour les producteurs d'électricité ; en 2012, les prix du charbon ont été abaissés ; le gouvernement a alors baissé les prix de gros de l'électricité produite à partir de charbon et relevé ceux de l'électricité produite à partir de gaz ; les gains de coût doivent financer les énergies renouvelables ; de plus, la NDRC a augmenté les suppléments tarifaires destinés à financer les énergies renouvelables sur tous les consommateurs finaux sauf les résidentiels et agricoles.
La commission chargée de l'administration et de la supervision des biens de l'État (Sasac), qui pilote les grandes entreprises publiques, a autorisé la fusion de Shenhua, l'un des grands producteurs de charbon du pays et d'électricité à base de combustible fossile, avec le producteur plus diversifié China Guodian ; le gouvernement chinois poursuit ainsi sa stratégie de réduction du nombre d'entreprises d'État, via des projets de fusion, pour consolider financièrement ses entreprises et les préparer à aller à la conquête des marchés étrangers. Le nouvel ensemble est baptisé National Energy Investment Corp. (NEIC) ; ses capacités de production d'environ 225 GW en font le plus grand producteur d'électricité au monde, loin devant EDF (130 GW) ; elles se répartissent en 77 % de centrales au charbon, 14 % d'éolien, 8 % d'hydroélectricité et 1 % de solaire.

### Thermique fossile

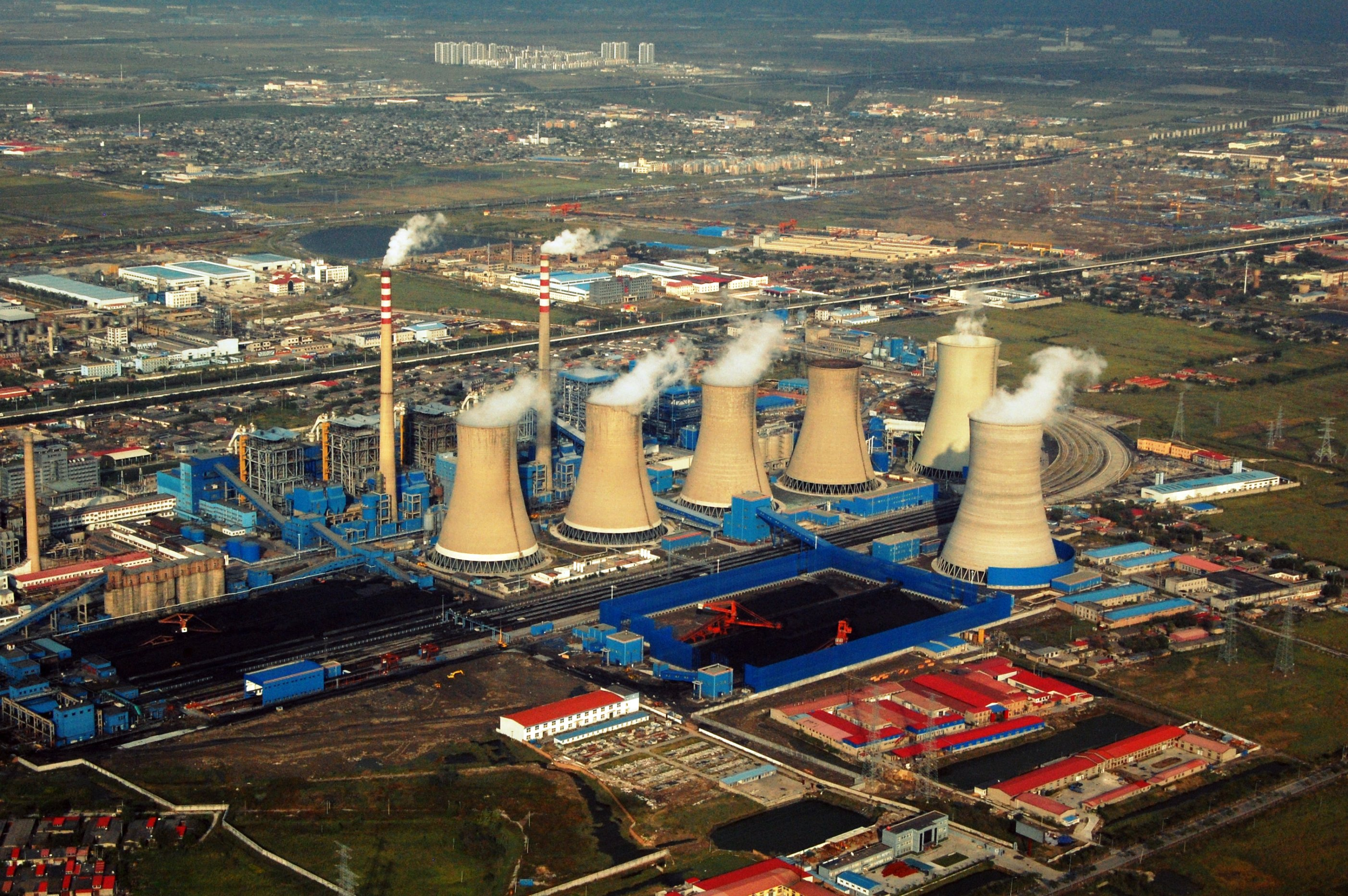
Centrale à charbon de Junliangcheng (Tianjin), 2010

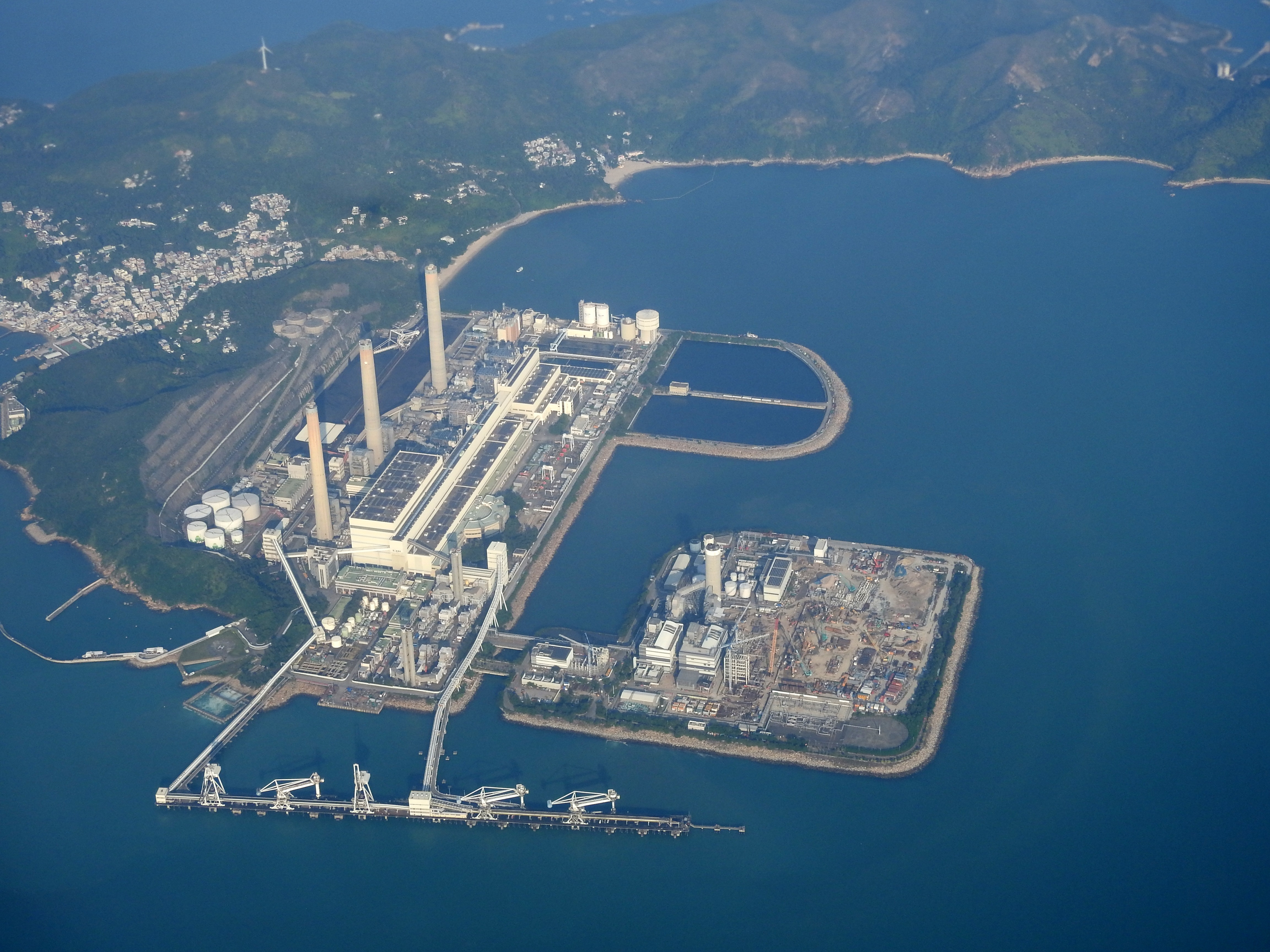
Centrale à charbon et gaz de Lamma, HongKong, 2019.

Les combustibles fossiles ont fourni 64,9 % de la production d'électricité en 2022 (charbon 61,6 %, gaz naturel 3,2 %, pétrole 0,1 %). La production thermique fossile de la Chine atteint 5 835 TWh, dont 5 537 TWh de charbon. La production des centrales à charbon a été multipliée par 11,8 de 1990 à 2022 et celle des centrales à gaz par 104,5.
Le gouvernement a fermé 80 GW de centrales petites et peu efficaces entre 2005 et 2010 ; il prévoit de continuer à moderniser le parc avec des unités de plus grande taille, plus efficaces et des unités à technologie avancée supercritiques. Afin d'atténuer les graves problèmes de pollution de l'air, la construction de nouvelles centrales à charbon a été interdite autour des trois principales villes : Pékin, Shanghai, et Guangzhou ; Pékin prévoit de remplacer toutes ses centrales charbon (2,4 GW) par des centrales à gaz d'ici fin 2014. L'EIA prévoit que la Chine va construire plus de 450 GW supplémentaires au charbon d'ici 2040.
Alors que la presse officielle chinoise met en avant des fermetures de centrales et annulation de projets, conformément au plan de réduction des surcapacités décidé par Pékin, les capacités des centrales à charbon en Chine continuent de s'accroître, selon l'AIE ; en 2015, année de forte baisse de la production en Chine, non seulement les permis et commandes de nouvelles centrales au charbon n'ont pas diminué, mais ils se sont accélérés, avec plus de 100 centrales au charbon, et les capacités de production des centrales excèdent déjà de 40 % les pics de demande. La cause de cette incohérence est le transfert du pouvoir d'approbation des centrales au charbon du gouvernement central aux autorités provinciales en octobre 2014 ; or ces dernières n'ont pas intérêt à fermer des unités ou à annuler des projets, car tout nouveau site soutient l'économie locale et l'emploi ; de plus, la construction d'une centrale en Chine ne coûte pas très cher (600 $/kW) et les entreprises publiques n'ont pas de mal à trouver des financements. La Chine continue donc à accroître ses capacités (70 GW par an sur un parc existant d'environ 900 GW), et les 2 689 sites ne seraient utilisés que la moitié du temps.
Le rapport annuel 2020 sur le charbon de l'AIE révèle qu'au cours des neuf premiers mois de 2020, 27 GW de nouvelles capacités de production d'électricité au charbon ont été approuvés, soit sept fois plus qu'en 2019. Tous les ans, la Chine ouvre une trentaine de gigawatts de nouvelles centrales électriques brûlant du charbon, soit une nouvelle centrale toutes les deux semaines ; les nouvelles installations sont plus efficaces et émettent moins de CO2 que les anciennes, mais face à une telle masse, l'essor des énergies renouvelables ne suffit pas. Selon l'AIE, « le charbon continuera à être la pierre angulaire de l'approvisionnement en électricité au cours des prochaines décennies ».
Voici la liste des dix plus grandes centrales à charbon de Chine :
| Centrale                         | Province            | Puissance installée (MW) | Unités                                         | Exploitant(s)             |
| -------------------------------- | ------------------- | ------------------------ | ---------------------------------------------- | ------------------------- |
| Centrale thermique de Tuoketuo   | Mongolie-Intérieure | 5 400,                   | 8*600, 2*300 en service, 2*600 en construction | China Datang Corporation  |
| Centrale thermique de Beilun     | Zhejiang            | 5 000                    | 5*600, 2*1000 en service                       | China Guodian Corporation |
| Centrale de Guohua Taishan       | Guangdong           | 5 000                    | 5*600, 2*1000 en service                       | Guohua Group              |
| Centrale thermique de Waigaoqiao | Shanghai            | 5 000                    | 4*300, 2*900, 2*1000 en service                | China Power Investment    |
| Centrale thermique de Jiaxin     | Zhejiang            | 5 000                    | 2*300, 4*600, 2*1000 operational               | Zhejiang Jiahua           |
| Centrale thermique de Yangcheng  | Shanxi              | 4 620                    | 6*350, 2*600 en service, 2*660 en construction | China Datang Corporation  |
| Centrale thermique de Zouxian    | Shandong            | 4 400                    | 4*335, 2*600, 2*1000 en service                | Huadian Group             |
| Centrale thermique de Ninghai    | Zhejiang            | 4 400                    | 4*600, 2*1,000 en service                      | Guohua                    |
| Centrale thermique de Houshi     | Fujian              | 4 200                    | 7*600 en service                               | Huayang Group             |
| Centrale thermique de Yuhuan     | Zhejiang            | 4 000                    | 4*1,000 en service                             | Huaneng                   |

### Nucléaire

#### Production et puissance installée
| \| Hongyanhe CEFR Shidao Bay Haiyang Tianwan Fangjiashan Qinshan Sanmen Ningde Fuqing Daya Bay Ling Ao Taishan Yangjiang Changjiang Fangchenggang Zhangzhou Taipingling San'Ao Xudabao Lufeng Xiapu Zhaoyuan Jinqimen \| Localisation des centrales nucléaires en Chine |
| Hongyanhe CEFR Shidao Bay Haiyang Tianwan Fangjiashan Qinshan Sanmen Ningde Fuqing Daya Bay Ling Ao Taishan Yangjiang Changjiang Fangchenggang Zhangzhou Taipingling San'Ao Xudabao Lufeng Xiapu Zhaoyuan Jinqimen                                                      |

Au 9 août 2025, la Chine exploite 57 réacteurs nucléaires opérationnels, totalisant 55 320 MW de puissance installée, et compte 29 réacteurs nucléaires en construction totalisant 30 847 MW, ce qui la place au 2e rang mondial en nombre de réacteurs en service, ex-æquo avec la France, et au 3e rang en capacité de production derrière les États-Unis et la France, et au 1er rang en nombre et capacité des réacteurs en construction, devant l'Inde (6 réacteurs en construction), la Russie (4 réacteurs), la Turquie (4 réacteurs), l'Égypte (4 réacteurs), la Corée du Sud (2 réacteurs) et 9 autres pays. La Chine compte 24 sites nucléaires de production d'électricité.
Avec une production brute d’électricité d’origine nucléaire s'élevant à 445,2 TWh en 2024 (production nette fournie au réseau : 417,5 TWh), soit 4,7 % de la production d'électricité de la Chine, le pays se situe au 2e rang des pays producteurs d'énergie électrique d'origine nucléaire derrière les États-Unis (781,9 TWh) et devant la France (364,4 TWh).
Selon l'Energy Institute, la Chine est passée en 2020 du 3e rang au 2e rang des producteurs d'électricité nucléaire avec 13,6 % de la production mondiale, dépassant pour la première fois la France (13,2 %). En 2024, ses centrales nucléaires ont produit 450,9 TWh, soit 16,0 % du total mondial, derrière les États-Unis (29,2 %) et devant la France (13,5 %).
Selon le rapport annuel de l'Association nucléaire mondiale, la puissance installée des centrales nucléaires chinoises a progressé de 13 % en 2021, passant de 46 GW à 52 GW, classant la Chine au 3e rang mondial après les États-Unis (94 GW) et la France (61 GW). Au 1er juillet 2022, sur les 56 réacteurs nucléaires en cours de construction dans le monde, 20 sont en Chine, totalisant 20,6 GW sur 57,6 GW. Sur les 10 nouveaux projets lancés dans le monde en 2021, 6 étaient chinois, et la Chine est le seul pays à avoir démarré la construction de nouveaux réacteurs (3 REP) au premier semestre 2022. La Chine a multiplié par dix le nombre de ses centrales depuis vingt ans, et par six sa production d'électricité depuis 2010. Son 14e plan quinquennal (2021-2025) fixe l'objectif de doubler la part du nucléaire dans la production d'électricité, pour la faire passer à 10 % en 2035. La première connexion du petit réacteur modulaire (SMR) de Shidao Bay, dans le Shandong, a été réalisée en décembre 2021.
Le 20 avril 2022, le Conseil d'État approuve la construction de six nouveaux réacteurs : Sanmen 3 et 4, Haiyang 3 et 4 et  Lufeng 5 et 6 ; les quatre premiers seront des CAP1000, version chinoise de l'AP1000, et les deux derniers des Hualong-1.
Le président Xi Jinping s'engage en septembre 2020 à atteindre la neutralité carbone en 2060. La Chine compte porter la part du nucléaire de 4,9 % en 2020 à 10 % d’ici à 2035, au rythme de construction de 6 à 8 réacteurs par an, soit près d’une centaine en quinze ans. À plus court terme, le 14e plan quinquennal rendu public en mars 2021 fixe un objectif de 70 GW en 2026, soit environ quatre réacteurs par an. Une ébauche de trajectoire de neutralité carbone publiée en septembre 2020 par l’université Tsinghua prévoit un accroissement de la production d'électricité nucléaire de 382 % d'ici 2060.
Le premier réacteur nucléaire EPR de Taishan (sud-est), construit par le chinois CGN en partenariat avec EDF (à 30 %), a été raccordé au réseau en juin 2018, un jour avant le premier AP1000 de Sanmen (centre-est), lui aussi de troisième génération, mais de technologie américaine (Westinghouse) et construit par CNNC. Mi-août, deux autres AP1000, Sanmen 2 et Haiyang 1 (nord-est) ont à leur tour débuté leur mise en service, puis Haiyang 2 en octobre 2018; la Chine compte ainsi cinq réacteurs de troisième génération en service. Le deuxième réacteur nucléaire EPR, Taishan 2, a démarré le 28 mai 2019.
Le 16 mars 2011, à la suite de l'accident nucléaire de Fukushima, le conseil d'état de la république populaire de Chine a décidé de geler les autorisations pour de nouveaux réacteurs nucléaires. En mai 2011, 26 réacteurs étaient en construction sur les 34 déjà autorisés. En octobre 2012, le conseil d'état de la république populaire de Chine a décidé la reprise des projets de construction de centrales nucléaires,.
En mars 2015, les autorités chinoises ont délivré, pour la première fois depuis Fukushima, une autorisation de construction pour deux nouvelles tranches nucléaires : deux réacteurs de 1 000 MW chacun sur le site de Hongyanhe, au nord de la Chine (province du Liaoning) ; le site d'information financière Jingji Cankaobao, qui dépend de l'agence officielle Xinhua (Chine nouvelle), parle d'un « vrai redémarrage » de l'énergie nucléaire, et prévient que d'autres projets seront approuvés dès 2015. Le pays vise 58 GW en 2020 et le dirigeant de CGN, He Yu, prévoit 150 à 200 GW installés pour 2030.
Avant 2008, la Chine prévoyait 40 000 MW en 2020, objectif relevé ensuite à 70-Modèle:Unité80000 MW ; après Fukushima, il est revenu à 58 000 MW ; pour y parvenir, Pékin table essentiellement sur la technologie de Toshiba-Westinghouse ; les électriciens chinois sont en train de mettre la dernière main à leur premier réacteur de 3e génération totalement chinois, le « CAP 1400 », dérivé de l'AP 1000 de Westinghouse, et travaillent déjà sur la prochain étape : un réacteur 1 700 MW, de même puissance que l'EPR français.

#### Principales centrales nucléaires

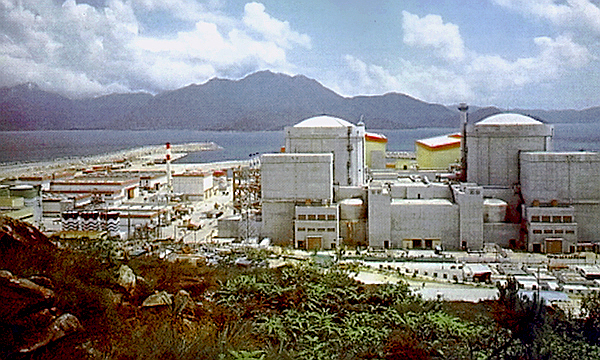
Centrale nucléaire de Daya-Bay (Guangdong) en 2007.

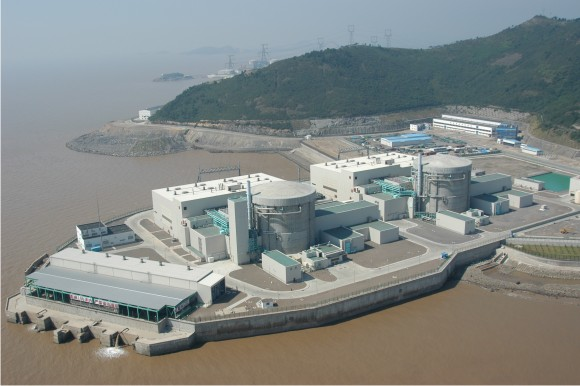
Les réacteurs CANDU Qinshan 3-1 et 3-2 en 2009.

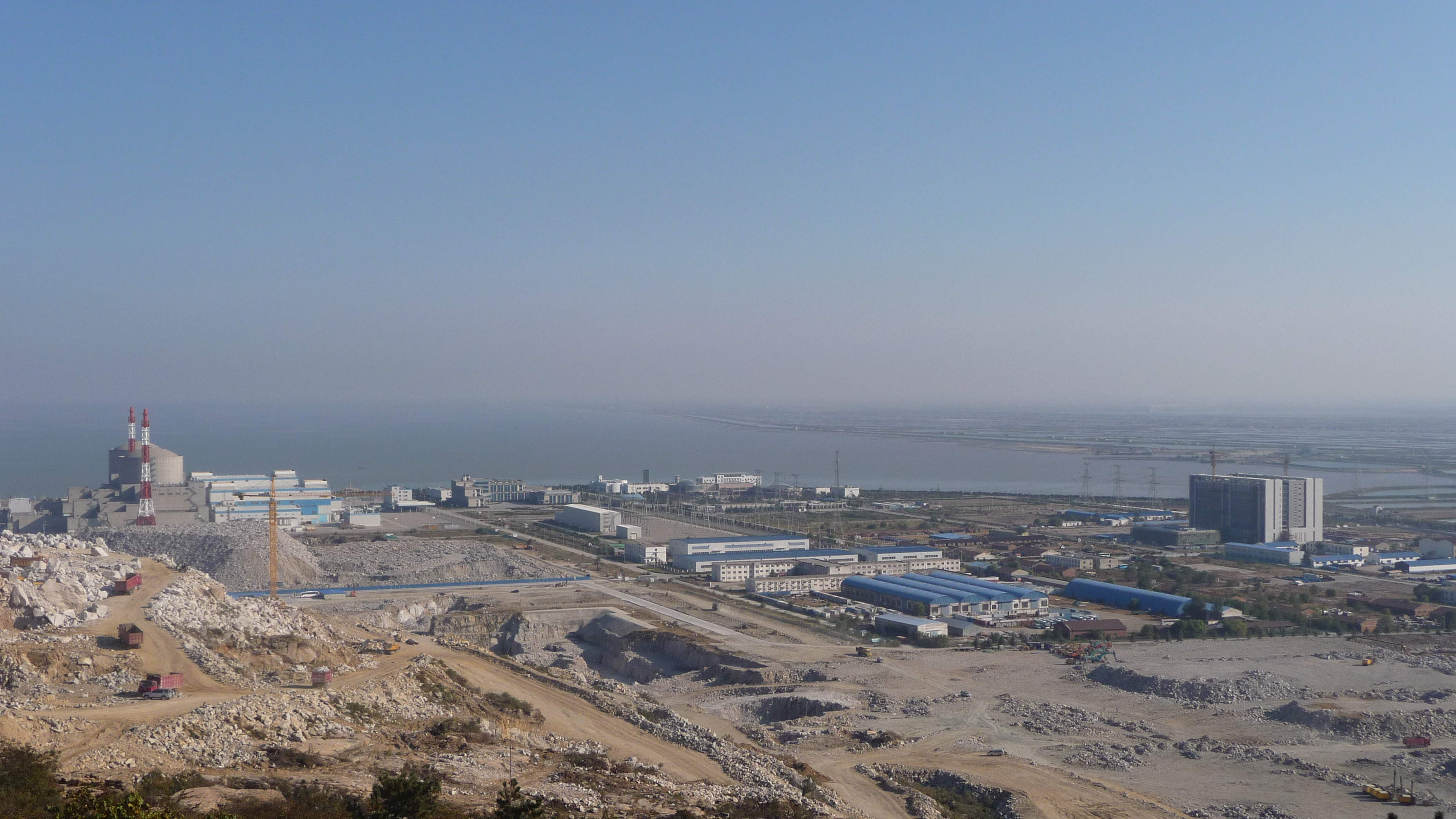
Site nucléaire de Tianwan en octobre 2010.

Les deux réacteurs de la centrale de Daya-Bay ont été construits par les sociétés françaises Framatome et Spie Batignolles (devenue SPIE) en partenariat avec EDF et avec une importante participation chinoise.
Les réacteurs appartiennent à 25 % à la compagnie hongkongaise CLP Holdings, qui achète environ 70 % de la production du site pour les besoins de la ville de Hong Kong. La compagnie China General Nuclear Power Corporation possède les 75 % restants.
La centrale de Ling Ao a été construite sous la responsabilité des chinois en partenariat avec Areva et Alstom Power, les 2 dernières tranches (Lingao 3 et 4) sont de type CPR1000, évolution du REP français par CGNPC.
La 3e phase de la centrale de Qinshan (Qinshan 3) comprenant deux réacteurs, est la première centrale nucléaire conçue et construite par les Chinois eux-mêmes sur la base de deux réacteurs CANDU.
La centrale de Tianwan comporte deux réacteurs du type VVER (REP) de 1 060 MWe de conception russe.
Tous les réacteurs en cours de construction ou en projet sont du type à eau pressurisée sauf le projet Shandong Shidaowan qui est un prototype chinois de réacteur "HTGR" haute température refroidi au gaz (200 MW). Le premier réacteur de démonstration haute température à lit de boulets au monde, Shandong Shidaowan HTR-PM, sur le site de Shidao-Bay dans la province chinoise de Shandong, a produit de l'électricité pour la première fois le 20 décembre 2021. La construction de la tranche de démonstration Shandong Shidaowan HTR-PM avait été lancée officiellement fin 2012. Cette installation comprend deux modules de réacteur qui entrainent une turbine à vapeur, générant ainsi une puissance électrique de 200 MW. Près de 93 % des composants de l’installation ont été fabriqués en Chine.

#### Programme nucléaire
La stratégie chinoise de développement du nucléaire électrogène se déroule en trois phases : dans la première phase, le pays a testé plusieurs filières en les achetant à l’étranger, en commençant par les réacteurs à eau pressurisée français dans les années 1990, les CANDU canadiens en 2002-2003, les VVER russes en 2007 (deux réacteurs en construction en 2017), les EPR (première connexion au réseau de Taishan 1 attendue début 2018) et les AP1000 de Westinghouse ; l'industrie nucléaire chinoise a progressivement acquis son autonomie dans la plupart des activités de l'amont du cycle. Dans la deuxième phase, le pays a fait le choix de sa propre stratégie avec des réacteurs sinisés : Hualong, CAP 1400, et au-delà CAP 1700, évolution de l’AP1000 et pour lequel la Chine possède l’intégralité des droits. Néanmoins, le manque de maturité de ce modèle pourrait laisser une chance à l’EPR. Le pays vise aussi la construction de son cycle aval, avec la construction, en négociation avec Areva, d’une usine de retraitement de 800 tonnes par an et d’une usine de combustible MOX sur le modèle de Melox. Dans sa troisième phase, l'industrie chinoise compte bien devenir exportatrice : le premier Hualong exporté sera construit au Royaume-Uni à la centrale nucléaire de Bradwell.
Le pays prépare aussi la quatrième génération de réacteurs : réacteurs à neutrons rapides avec un premier prototype, le CFR 600, dont le démarrage est prévu pour 2023 ; HTGR à caloporteur gaz, de 200 MWe, dont la fin de construction est attendue pour fin 2017 à Shidaowan, conçu pour combiner la production électrique avec le dessalement de l’eau de mer et le chauffage urbain ; réacteur à sels fondus, au combustible au thorium, projet porté par la SNPTC ; plusieurs projets de SMR, sur terre ou embarqués, pour contribuer au développement des espaces isolés de la Chine ; un projet de réacteur refroidi au plomb bismuth ; un projet de réacteur sous-critique associé à un accélérateur.
New Areva (nouveau nom de l’activité combustible de l’ex-Areva) a signé le 9 janvier 2018, lors de la visite officielle d’Emmanuel Macron en Chine, un protocole d’accord commercial avec CNNC pour la construction d’une usine de retraitement de déchets nucléaires dans le pays. Le coût total pourrait excéder 20 milliards d’euros, dont la moitié pour Areva. L’usine, qui ne sera pas opérationnelle avant 2030, devrait pouvoir retraiter 800 tonnes de combustible par an. Les deux parties prévoient la signature du contrat définitif avant la fin 2018. En juin 2018, Orano a signé avec CNNC un accord pour la réalisation des travaux préparatoires de l’usine de traitement et recyclage des combustibles usés ; cet accord d’une vingtaine de millions d’euros s’étend jusqu’à la fin de l’année 2018 ; il définit les actions mises en œuvre par anticipation par Orano dans le cadre de la préparation du projet. Une centaine d’ingénieurs prépareront la documentation sur le management du projet et les aspects de sûreté ; l’installation adoptera quasi exclusivement les procédés et technologies éprouvés des usines de La Hague (Manche) et Melox (Gard) d’Orano, dans le cadre d’un accord de licence associé à un droit d’usage délimité.
Au début janvier 2013, les autorités chinoises ont annoncé la reprise de la construction de leur « plus important projet nucléaire » : le site de Shidao qui comprendra un réacteur de recherche qu'elles qualifient de « 4e génération » et 4 réacteurs AP 1000 de Westinghouse ; des spécialistes occidentaux doutent cependant que ce réacteur de la filière HTGR (réacteur refroidi au gaz à haute température), issu de la recherche de l'université de Tsinghua et doté d'un budget de 480 millions de dollars, remplisse les critères de la 4e génération.
L'Académie chinoise des sciences a annoncé en février 2011 le lancement d'un projet d'expérimentation du réacteur nucléaire à sels fondus (RSF), technologie déjà étudiée aux États-Unis dans les années 1960, et qui fait l'objet d'études et de recherches en vue d'un déploiement comme réacteur de quatrième génération, en particulier en Inde et en France, ainsi que par plusieurs entreprises privées, ; ce type de réacteur présente de nombreux atouts : sécurité incomparablement meilleure que celle des réacteurs actuels, déchets dangereux près de 1 000 fois moins abondants, réserves abondantes, taux d'utilisation de la matière première très supérieur, coûts probablement divisés par deux, etc. Le projet serait doté d'un financement de 250 millions de dollars et prévoit d'aboutir dans moins de vingt ans. Le Dr Jiang Mianheng, fils de l'ancien premier secrétaire Jiang Zemin, dirige le projet.
Le directeur général de State Nuclear Power Technology Corporation, Gu Jun, a annoncé le 1er février 2013 que la Chine va démarrer en 2013 la prospection du marché mondial pour vendre son réacteur de 3e génération, le CAP1400, dérivé de l'AP1000 de Toshiba/Westinghouse. La construction du premier CAP1400 devrait démarrer en 2013 près de Rongcheng, dans la province orientale du Shandong, pour un achèvement des travaux en 2017. Le directeur du Centre de recherches sur l'économie du secteur de l'énergie à l'université de Xiamen (sud-est), Lin Boqiang, cité par le China Daily, estime que « La Chine devra construire de 20 à 30 réacteurs CAP1400 chez elle avant de pouvoir établir son image de marque mondialement ». En dehors du CAP1400, deux autres réacteurs chinois "autochtones" de troisième génération sont en développement dans le pays, l'ACP1000 de la China National Nuclear Corporation (CNNC) et l'ACPR1000 par CGNPC. Pour rester dans la course, les acteurs français envisagent de développer avec les Chinois leur propre réacteur dérivé de la technologie EPR, comme Westinghouse l'a fait avec l'AP1000. L'an dernier, EDF et Areva ont conclu avec CGNPC un accord en sens.
Les autorités chinoises (NEA et la NNSA, équivalents chinois du ministère de l’Énergie et de l’Autorité de sûreté nucléaire) ont certifié le design d’un réacteur nucléaire de troisième génération, aux normes de sûreté les plus récentes, baptisé « Hualong One », potentiellement destiné, pour la première fois, aux marchés internationaux ; il a été développé conjointement par les deux grands groupes nucléaires chinois, CGN et CNNC, sommés il y a quelques années par le gouvernement de s'entendre. EDF a un projet d'accord avec CNNC pour la construction du premier exemplaire du Hualong One sur le site de Fuqing, dans le Fujian, face à Taïwan. EDF négocie une prise de participation de 30 à 40 % de CGN et CNNC dans les deux EPR qu'elle va construire en Grande-Bretagne.
Le premier réacteur Hualong 1, issu du rapprochement entre l'ACP1000 de CNNC et l'ACPR1000 de CGN, a été mis en chantier le 7 mai 2015 à Fuqing, au Sud-Est de la Chine ; il devrait entrer en service au plus tôt en 2020.
Une filiale à 50/50, HPTC (Hualong Pressurized water reactor Technology Corporation), a été créée par CGN et CNNC en janvier 2016 pour développer puis commercialiser le Hualong 1 ; des experts indépendants ont été réunis pour trancher les différences de concepts entre les deux entreprises, et ils ont voté à une large majorité pour le concept de CNNC.
Le 13e Plan quinquennal chinois prévoyait en 2016 pour 2020 une capacité installée de 58 GW en exploitation et de 30 GW en construction en 2020. 15 nouveaux réacteurs (17,88 GW) devaient être mis en service en 2016 et 2017 et 9 autres (9,05 GW) de 2018 à 2020, dont le HTR à Shidaowan et la tranche 5 de Fuqing (Hualong 1) ; six nouveaux réacteurs seraient lancés chaque année ; la part des équipements produits en Chine atteindrait plus de 85 % pour les nouveaux projets de centrales nucléaires en construction lors du 13e Plan quinquennal ; la capacité annuelle de fourniture d’équipements mécaniques et électriques répondrait aux besoins de 8 à 10 réacteurs ; en 2017, la mine d'uranium d'Husab financée par la CGN en Namibie serait en exploitation ; sa capacité de production annuelle de 5 500 tonnes la classerait parmi les mines d’uranium les plus importantes au monde ; les exportations de centrales nucléaires se développeront : Pakistan, Argentine, Royaume-Uni, etc. Mais en avril 2018, un rapport de l'Association de l'énergie nucléaire de Chine (CNEA), qui ne dépend pas du gouvernement chinois, constate que la cadence des mises en service est insuffisante pour atteindre les objectifs du 13e Plan quinquennal, qui en nécessiterait 6 à 8 par an, soit presque le double du rythme actuel.
CNNC et CGN ont créé une coentreprise, Hualong International Nuclear Power Technology, afin de proposer un modèle de réacteur de 3e génération compétitif pour développer l’industrie nucléaire chinoise à l’international. Le Hualong a obtenu de premiers contrats au Pakistan, pour deux unités près de Karachi. D’autres pays, comme la Turquie, et peut-être la Roumanie, envisageraient aussi de se doter de la technologie chinoise. Le Hualong a aussi été proposé en République tchèque, en Pologne et au Kenya. La Chine compte beaucoup sur la perspective de construire des Hualong sur le site de la centrale nucléaire de Bradwell, au Royaume-Uni, pour asseoir la crédibilité de son offre ; CGN a entamé les démarches nécessaires pour obtenir le Generic Design Assessment de l’Office for Nuclear Regulation, l’autorité de sûreté britannique, dont les exigences sont parmi les plus élevées au monde.
La Russie et la Chine ont signé le 8 juin 2018 un important paquet d'accords dans le nucléaire, prévoyant notamment la construction en Chine de quatre réacteurs nucléaires VVER de 1 200 MW par le conglomérat public nucléaire russe Rosatom : deux à la centrale nucléaire de Tianwan et deux à celle de Xudabao ; un autre contrat prévoit la fourniture par la Russie d'équipements, de carburant et de services pour un projet chinois de réacteur rapide ; un troisième accord porte sur la fourniture par la Russie d'équipements de générateurs thermoélectriques utilisés pour alimenter le programme spatial chinois.
Le programme chinois de réacteur rapide refroidi au sodium (RNR Na) a débuté dans les années 1960 au stade de la recherche ; en 2011, le CEFR (China Experimental Fast Ractor) a divergé ; ce réacteur de 20 MWe a été acheté à la société russe OKBN Africentov ; un centre de recherche (CIAE - China Institute of Atomic Energy) a été créé autour de ce réacteur, dédié au développement des RNR Na. En décembre 2017 a été lacée la construction du réacteur de démonstration CFR-600 (600 MWe), prototype industriel de la filière, sur le site de Xiapu dans la province de Fujian ; l'étape suivante est en cours de développement au CIAE : il s'agira d'un réacteur commercial de 1 000 MWe.
Une équipe de l'Institut des sciences appliquées de Shanghai dévoile en juillet 2021, dans une revue spécialisée chinoise, le projet d'un nouveau type de centrale nucléaire : un premier réacteur à sels fondus fonctionnant au thorium pourrait être pleinement opérationnel et commercialisable dès 2030 et proposé notamment aux pays qui sont partie prenante du projet des Nouvelles routes de la soie. La construction d'un premier prototype d'un réacteur de ce type a démarré en 2011 dans la ville de Wuvei, située dans la province désertique du Gansu. Sa construction devrait être achevée en août 2021 et la phase de test débuterait en septembre. Le combustible utilisé est dissous dans un sel qui est solide à basse température et liquide lorsque le réacteur fonctionne, et sert donc de fluide de refroidissement ; le réacteur n'a donc pas besoin d'eau et peut être installé dans des zones désertiques. Le thorium serait quatre fois plus répandu sur la planète que l'uranium et est se trouve généralement dans les mêmes zones que les gisements de terres rares, particulièrement présents en Chine. De plus, cette technologie permet de construire des unités deux à trois fois plus petites avec un coût d'investissement moindre. Le prototype occuperait à peu près 3 mètres cubes et produirait suffisamment d'énergie pour alimenter 100.000 foyers. Enfin, elle produit moins de déchets et est plus sûre. Les produits radioactifs restent dans le sel fondu et se solidifient quand la température passe sous les 600 °C.
En septembre 2022, l'Association chinoise de l'énergie nucléaire annonce que l'industrie nucléaire chinoise est en mesure de porter d'ici 2025 sa capacité de construction à dix réacteurs par an contre six à huit actuellement ; elle préconise également d'en construire davantage à l'intérieur des terres, notamment afin de pallier l'intermittence des immenses champs éoliens et solaires que la Chine a construit dans l'ouest du pays.
En août 2024, le gouvernement chinois autorise la construction de 11 nouveaux réacteurs nucléaires répartis sur cinq sites, portant le total en développement à 36, soit la moitié du parc mondial en construction. La durée de construction de ces nouveaux réacteurs est prévue à cinq ans, délais divisés par deux, voire trois, par rapport à ce qui se fait en Europe.

#### Principaux acteurs
Le ministère de l'Industrie nucléaire a donné naissance en 1988 à la Compagnie nucléaire nationale chinoise (CNNC), l'acteur régalien de l'atome chinois. Par ailleurs, la coopération avec EDF pour la centrale nucléaire de Daya Bay, mise en service en 1993 en partenariat avec la province du Guangdong, aboutira, après bien des étapes, à la naissance de la China General Nuclear Power Corporation (CGN), qui a su prendre son indépendance. Coté à Hong Kong, CGN a bâti son parc à partir de dérivés de la technologie à eau pressurisée française, enrichie récemment de l'EPR, alors que CNNC, coté à la Bourse de Shanghai, a tiré son inspiration au Canada (Candu), en Russie (Rosatom) et même aux États-Unis avec l'AP1000 de Westinghouse. Chaque entreprise a son positionnement : CGN ressemble à l'EDF d'avant la prise de participation dans Areva NP (essentiellement exploitant), alors que CNNC gère aussi le cycle du combustible, coiffe les instituts de recherche et les applications militaires. Enfin, un troisième exploitant, China Power Investment Corporation (CPI), a vu le jour comme réceptacle du transfert de technologie de l'AP1000. Les centrales en service en 2015 se répartissent presque à égalité : 12 pour CNNC, 13 pour CGN ; la même répartition, très politique, est observée pour les centrales en construction et en projet ; le parc nucléaire prévu en 2022 comprendra 30 réacteurs CNNC, 30 réacteurs CGN, 6 pour SPIC (State Power Investment Corporation, qui regroupe CPI et SNPTC) et 1 pour Huaneng. À l'exportation, le gouvernement distribue les rôles : Pakistan et Argentine pour CNNC ; Roumanie et Royaume-Uni pour CGN. Qian Zhemin, numéro deux de CNNC en 2015, est l'ex-président de CGN.
Le 24 novembre 2014, CGN Power Co, le premier groupe nucléaire chinois en termes de puissance installée, a lancé une opération à la bourse de Hong Kong visant à lever jusqu’à 2,5 milliards d’euros, la plus grosse opération de l'année sur cette place. son concurrent CNNC avait annoncé en mai 2014 son intention de lever 1,9 milliard d'euros pour financer la construction de quatre centrales. En novembre 2014, le Conseil d'État a publié un plan d'action annonçant une puissance installée nucléaire de 58 GW en 2020, plus 30 GW en construction, contre 19 GW en service en 2014. L'opération a été un succès : CGN a levé 3,16 milliards de dollars (2,6 milliards d'euros) lors de son introduction à la Bourse de Hong Kong ; CGN prévoit de porter sa capacité installée à 25 GW d'ici à 2019, contre 11,6 GW actuellement. La moitié des fonds levés devrait lui servir, à monter au capital de la coentreprise de Taishan avec EDF.
Selon Reuters, des projets avancés de rapprochement, voire de fusion entre CGN et CNNC sont en préparation par le gouvernement central. Les autorités ont obligé les deux groupes à coopérer pour établir, ensemble, un design de réacteur de troisième génération, le Hualong 1, qui devrait être construit à Fuqing, dans la province du Fujian ; le design du cœur de ce réacteur sera issu du réacteur ACP1000 de CNNC, CGN apportant la technologie de sécurité.

### Énergies renouvelables
Le graphique qui aurait dû être présenté ici ne peut pas être affiché car il utilise l'ancienne extension Graph, désactivée pour des questions de sécurité. Des indications pour créer un nouveau graphique avec la nouvelle extension Chart sont disponibles ici.

Production d'électricité renouvelable en Chine
Source : Agence internationale de l'énergie, Energy Institute, pour 2022-23.
autres : biomasse, géothermie, marée, divers.
En 2024, selon l'Energy Institute, la production des énergies renouvelables hors hydro en Chine atteint 2 044,6 TWh, soit 37,8 % du total mondial, loin devant les États-Unis (15,3 %), et la production hydroélectrique chinoise atteint 1 354,3 TWh, soit 30,4 % du total mondial.
L'Administration nationale de l'Énergie (NEA) annonce que la Chine a installé en 2024 près de 277 GWc de nouvelles centrales solaires, contre 217 GWc en 2023, soit une hausse de 28 %, et 80 GW de nouveaux parcs éoliens, également en hausse ; le pays a ainsi construit davantage de capacités en solaire et en éolien que le reste du monde cumulé. Sa puissance installée totale atteint 887 GWc en solaire et 521 GW en éolien, soit plus de 15 % de plus que l'objectif de 1 200 GW installés au total en 2030 qu'avait fixé le président Xi Jinping en 2020.
| Source | 2000  | %    | 2010  | %     | 2020    | %     | 2022    | part 2022* | 2022/2010 | 2023    | 2024    | part 2024* |
| Éoliennes | 0,6   | 0,04 | 44,6  | 1,1   | 466,5   | 6,0   | 762,7   | 8,5 %      | x17,1     | 885,9   | 997,0   | 9,9 %      |
| Solaire PV | 0,02  | ε    | 0,7   | 0,02  | 260,6   | 3,3   | 427,4   | 4,8 %      | x611      | 584,5   | 839,3   | 8,3 %      |
| Solaire thermodyn. | -     | -    | -     | -     | 1,7     | 0,02  | 2,1     | 0,02 %     | ns        | nd      | nd      | nd         |
| Biomasse | 2,4   | 0,2  | 24,8  | 0,6   | 132,7   | 1,7   | 181,8   | 2,0 %      | x7,3      | 198,4   | 208,7   | 2,1 %      |
| Déchets renouv. | -     | -    | -     | -     | 0,05    | ε     | 0,06    | ε          | ns        | nd      | nd      | nd         |
| Géothermie | 0,1   | 0,01 | 0,1   | 0,003 | 0,2     | 0,003 | 0,2     | 0,003 %    | +79 %     | nd      | nd      | nd         |
| Production EnR hors hydro | 3,2   | 0,3  | 79,3  | 1,9   | 870,2   | 11,1  | 1 381,4 | 15,4 %     | x17,4     | 1 668,7 | 2 045,0 | 20,3 %     |
| Hydroélectricité | 222,4 | 16,0 | 722,2 | 17,0  | 1 355,2 | 17,4  | 1 352,2 | 15,0 %     | +87 %     | 1 226,0 | 1 354,3 | 13,4 %     |
| Production totale EnR | 225,6 | 16,3 | 801,5 | 18,9  | 2 225,4 | 28,5  | 2 733,6 | 30,4 %     | x3,4      | 2 894,7 | 3 399,3 | 33,7 %     |
| Sources : Agence internationale de l'énergie pour 2000 à 2022, Energy Institute, pour 2023-2024 (avec déchets et géothermie inclus dans la rubrique biomasse). * part 2022 (2024) : part dans la production totale d'électricité. |       |      |       |       |         |       |         |            |           |         |         |            |

#### Hydroélectricité

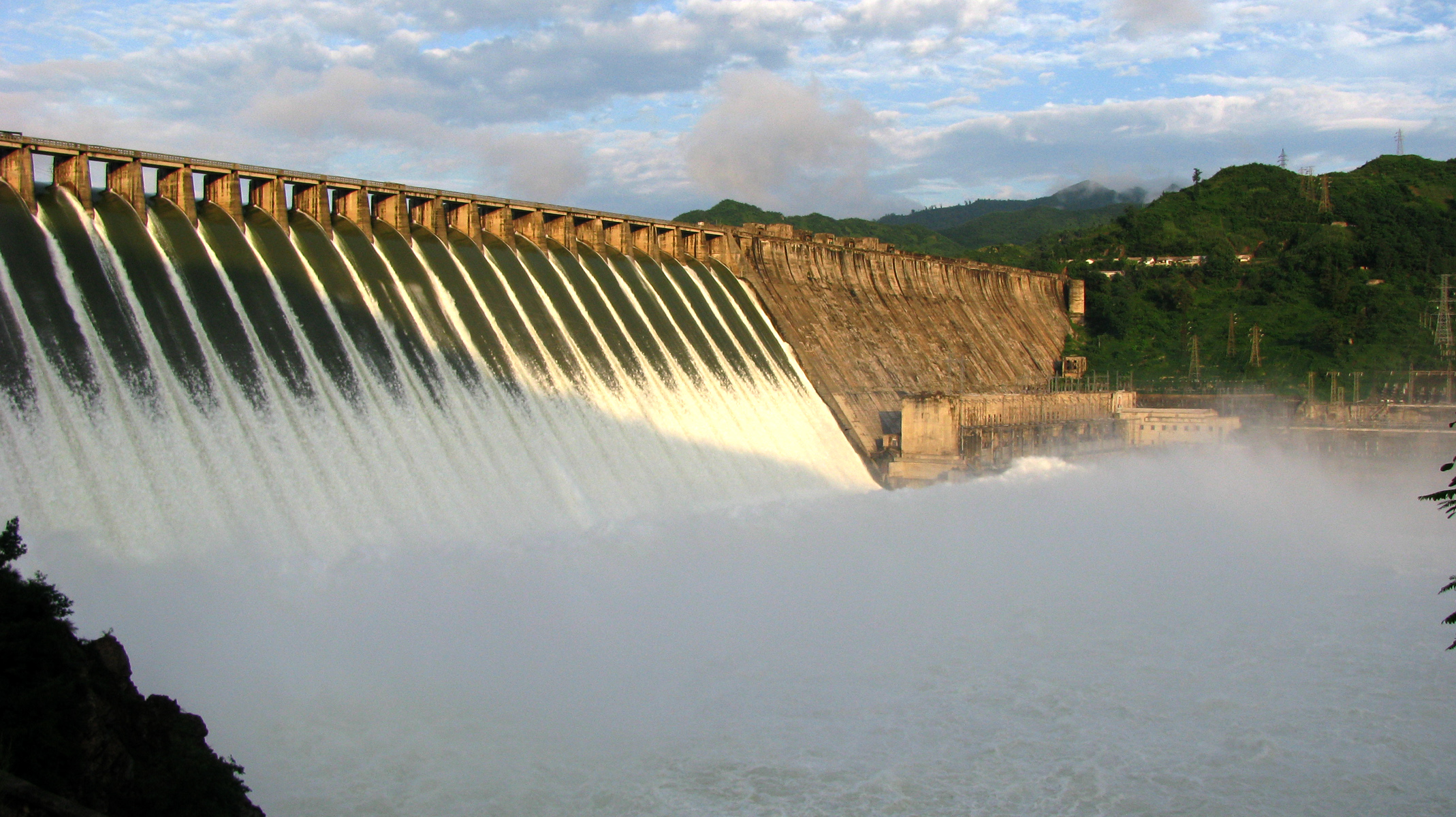
Barrage de Supung (765 MW), sur le fleuve Yalou formant frontière entre la Chine et la Corée du Nord, 2010

La Chine est le 1er producteur mondial d'hydroélectricité en 2024 avec 1 354,3 TWh, soit 30,4 % du total mondial, en progression de 10,5 % en 2024 après la sécheresse de 2023 et de 27,8 % en dix ans.

#### Éoliennes
La Chine est le 1er producteur mondial d'électricité éolienne en 2024 avec 997 TWh, soit 39,7 % du total mondial, devant les États-Unis (18,2 %) et l'Allemagne (5,5 %).

#### Solaire
La Chine est le 1er producteur mondial d'électricité solaire en 2024 avec 839,3 TWh, soit 39,7 % du total mondial, devant les États-Unis (14,5 %) et l'Inde (6,5 %).
En 2022, les centrales solaires thermodynamiques chinoises ont produit 2 069 Gwh d'électricité, soit 0,023 % de la production d'électricité du pays, au 3e rang mondial avec 15,2 % du total mondial, derrière l'Espagne (33,3 %) et les États-Unis (23,9 %).

#### Biomasse
En 2022, les centrales électriques chinoises utilisant la biomasse comme combustible ont produit 181,8 Twh, soit 2,0 % de la production d'électricité du pays et 28,3 % du total mondial, au 1er rang mondial, devant le Brésil (8,6 %) et les États-Unis (7,9 %).
La NDRC a mis en place des incitations fiscales et tarifaires pour les projets d'investissement dans la biomasse et l'incinération à travers des tarifs d'achat réglementés. En 2011, la puissance installée des centrales électriques à biomasse dépassait 8 GW, et l'objectif pour fin 2015 est de 13 GW.

#### Géothermie
En 2022, les centrales géothermiques chinoises ont produit 195 GWh, soit 0,002 % de la production d'électricité du pays et 0,2 % du total mondial, au 20e rang mondial, loin derrière les États-Unis (19,7 %) et l'Indonésie (17,1 %).
La géothermie a connu un rapide développement : la puissance installée est passée de 27 MW en 2015 à 35 MW en 2020, dont les centrales de Yangbajing (25 MW) et de Yangyi (16 MW à terme) au Tibet et la centrale de Dehong (2 MW) au Yunnan ; le gouvernement prévoit 386 MW en 2025. Les principaux projets sont Ganzi (200 MWe), Dehong (100 MWe), Boye (15 MWe), Hebei (15 MWe) et Gaoyang (15 MWe).
La centrale géothermique de Yangbajing, à 90 km de la ville de Lhassa, a été mise en service en 1977 avec une capacité d'1 MW. En 2009, elle comptait huit unités ayant chacun une capacité de 3 MW, soit 25 MW au total. À la fin de 2008, elle produisait 1,2 TWh, soit 45 % de la consommation électrique totale de Lhassa.
Les gisements géothermaux chinois de hautes températures sont surtout présents au Tibet et dans l'ouest du Yunnan. Au Tibet, 129 systèmes hydrothermaux de température de réservoir supérieure à 150 °C ont été identifiés. Le champ géothermique de Yangyi, situé à une trentaine de kilomètres au sud de celui de Yangbajing, dans le même bassin géothermique, a lui aussi des températures de réservoir très élevées (dépassant 200 °C). Sur quinze forages réalisés à la fin des années 1980, quatre ont été considérés comme ayant un potentiel de 30 MW.

#### Énergie marémotrice
En 2022, les centrales marémotrices chinoises ont produit 17 GWh, soit 0,0002 % de la production d'électricité du pays et 1,8 % du total mondial, au 20e rang mondial, loin derrière la France (50,7 %) et la Corée du sud (43,8 %).
Les côtes sud-est des provinces de Zhejiang, Fujian et Guangdong sont considérées comme dotées d'un potentiel substantiel ; depuis 1956, plusieurs petites installations ont été construites pour le pompage de l'eau ; à partir de 1958, 40 petites centrales électrogènes marémotrices, d'une capacité totale de 12 kW, ont été construites. À partir de 1980, de plus grandes centrales les ont complétées : Jiangxa (3,2 MW) et Xingfuyang (1,3 MW), et la plupart des petites ont été abandonnées ; en 2010, 7 centrales sont en service, avec une puissance totale de 11 MW.

#### Énergie des vagues
En 1995, le Guangzhou Institute of Energy Conversion a développé un générateur d'électricité à turbine symétrique de 60 W pour bouées de navigation, dont 650 unités ont été déployées ; plusieurs autres technologies sont en expérimentation.

## Transport et distribution

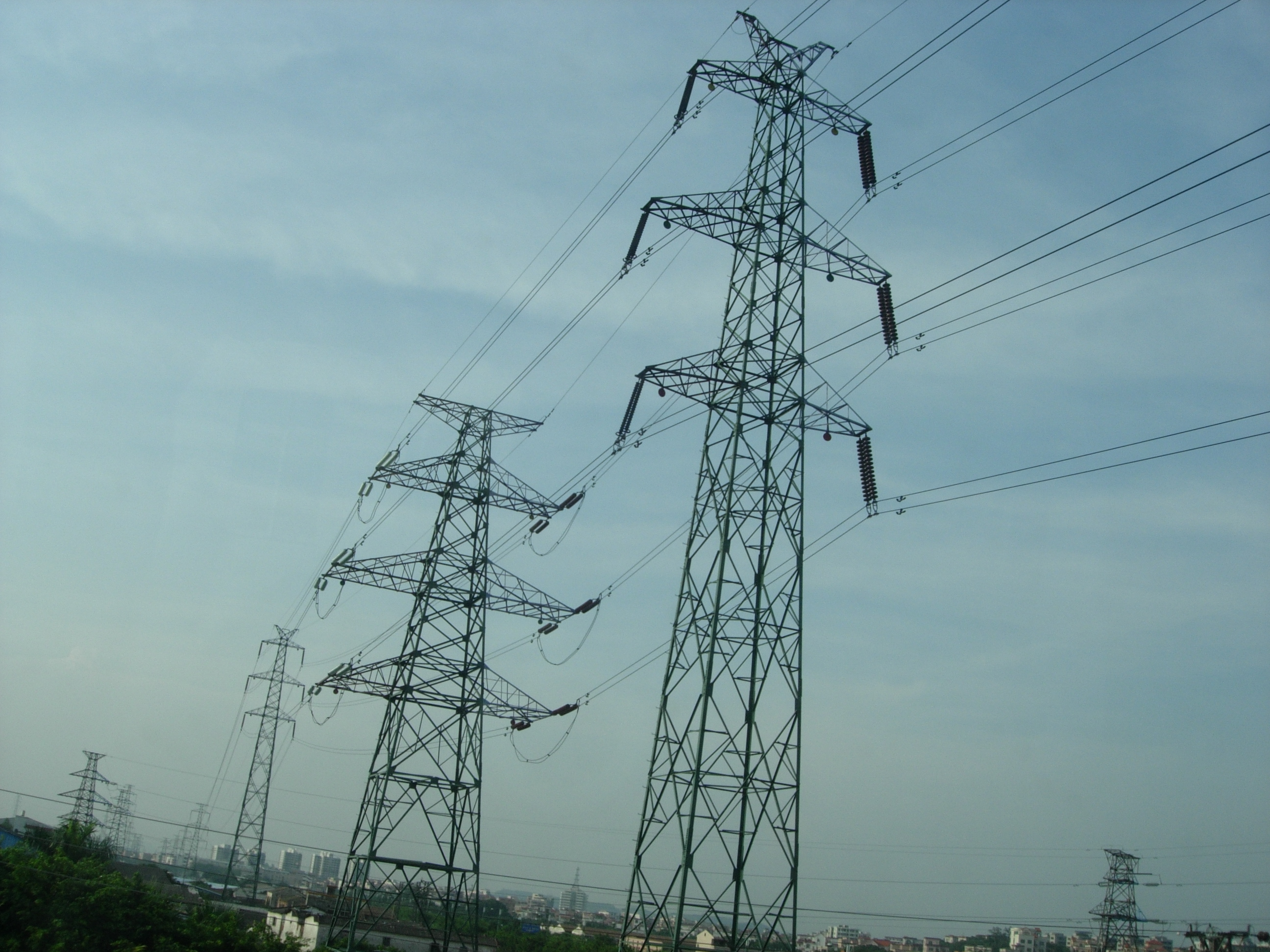
Ligne à haute tension dans le Guangdong, 2009

Le réseau électrique chinois, comme celui d'autres pays de dimensions continentales, doit affronter le problème de l'effet capacitif qui rend peu intéressant le transport d'électricité en courant alternatif sur des distances supérieures à 500 à 1 000 km ; en particulier, pour transporter l'électricité produite à l'intérieur du pays (barrage des Trois-Gorges par exemple), vers les régions côtières, principales zones de consommation du pays. D'où la construction de liaisons à courant continu en haute-tension (HVDC), semblables à celle de 1 480 km construite au Québec pour acheminer l'électricité produite par les barrages géants de la Baie James vers les villes du Québec et du Nord des États-Unis.
Dans la liste des installations à courant continu haute tension, on relève 10 lignes HVDC de longue distance en Chine en 2008 :
| Nom                                    | longueur (km) | puissance (MW) | inauguration | fournisseur            |
| Xianjiaba - Shanghai                   | 2071          | 6400           | 2011         | ABB                    |
| Yunnan - Guangdong                     | 1400          | 5000           | 2010         | Siemens                |
| Xiluodo - Guangdong                    | 1286          | 6400           | 2013         | NR(Protection&Control) |
| Guizhou-Guangdong II GuG II            | 1225          | 3000           | 2007         | Siemens                |
| Guizhou-Guangdong I GuG I              | 980           | 3000           | 2004         | Siemens                |
| Tianshengqiao - Guangzhou "Tian-Guang" | 960           | 1800           | 2001         | Siemens                |
| Three Gorges-Guangdong - Huizhou       | 940           | 3000           | 2004         | ABB                    |
| Hulunbeir-Liaoning                     | 920           | 3000           | 2010         | ABB                    |
| Three Gorges-Shanghai                  | 900           | 3000           | 2006         | ABB                    |
| Three Gorges-Changzhou                 | 860           | 3000           | 2003         | ABB/Siemens            |

à cela s'ajoute un nombre au moins aussi important de liaisons en construction ou en projet.

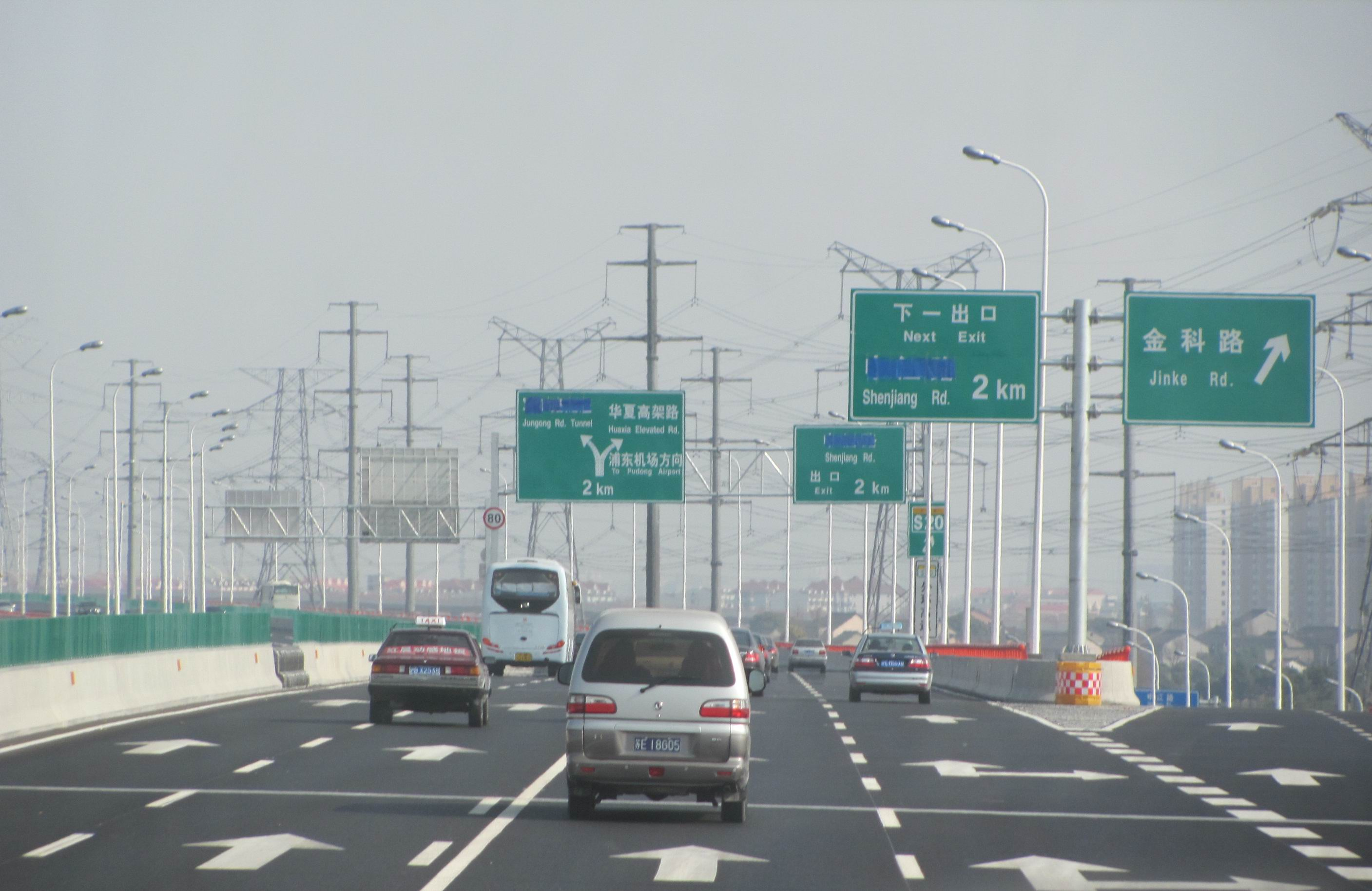
Lignes haute tension autour du Huaxia Highway, dans le district de Pudong à Shanghai, 2010

La State Grid Corporation of China (SGCC), la plus grande compagnie d'électricité du pays, a annoncé le 12/12/2012 que la Chine avait établi un record mondial en termes de longueur de ligne à très haute tension (THT) mise en opération commerciale : cette ligne THT, reliant Jinping dans la province du Sichuan (sud-ouest) à Sunan dans la province du Jiangsu (est), est un projet de transmission de courant continu ; elle détient les records mondiaux en termes de capacité de transmission, de distance de transmission et de voltage, selon la SGCC ; longue de 2 059 km, elle est capable de transmettre 7,2 millions de kWh d'électricité, contre le record actuel de 6,4 millions de kWh. Des lignes similaires ont été développées en Russie et au Japon, mais l'utilisation de cette technologie n'est pas très répandue en raison des coûts élevés et d'une demande limitée aux liaisons de très grande longueur.
La tension de distribution est : 220 V (230 V en Europe), et la fréquence normalisée : 50 Hz, comme en Europe. Les modèles de prises et de fiches en usage sont semblables à celles des États-Unis (voir ).

## De la production à la consommation
| en TWh | 1990  | %    | 2000    | %    | 2010    | %     | 2020    | %     | 2022    | % 2022   |
| Production brute | 650,2 | 100  | 1 387,1 | 99,9 | 4 246,3 | 100,1 | 7 800,7 | 100,1 | 8 986,7 | 100,01 % |
| Importations | 1,9   | 0,3  | 11,8    | 0,9  | 16,6    | 0,4   | 17,4    | 0,4   | 19,5    | 0,2 %    |
| Exportations | -1,9  | 0,3  | -11,1   | 0,8  | -21,7   | 0,5   | -21,8   | 0,5   | -20,1   | -0,2 %   |
| total ressources | 650,2 | 100  | 1 387,8 | 100  | 4 241,3 | 100   | 7 796,3 | 100   | 8 986,1 | 100 %    |
| Écarts statistiques | -27,3 | -4,2 | 0,5     | 0,04 | -0,2    | 0,005 | 13,7    | 0,2   | 101,7   | 1,1 %    |
| Conso propre* | 98,5  | 15,1 | 220,1   | 15,9 | 489,7   | 11,5  | 873,0   | 11,2  | 979,8   | 10,9 %   |
| Pertes | 46,8  | 7,2  | 95,2    | 6,9  | 258,7   | 6,1   | 325,1   | 4,2   | 307,9   | 3,4 %    |
| Consommation finale | 477,7 | 73,5 | 1 072,9 | 77,3 | 3 492,7 | 82,3  | 6 612,0 | 84,8  | 7 596,7 | 84,5 %   |
| * consommation propre du secteur énergétique et consommation des STEP (stations de transfert d'énergie par pompage) pour le pompage.. |       |      |         |      |         |       |         |       |         |          |

On observe l'amélioration progressive de l'efficacité du système électrique : baisse des taux de pertes et des consommations propres. Les écarts statistiques restent cependant non négligeables.

## Consommation d'électricité
En 2022, l'industrie représentait 59,1 % de la consommation d'électricité, le secteur résidentiel 18,5 % , le secteur tertiaire 7,9 %, les transports 2,3 % et l'agriculture 2,3 % ; il reste 9,8 % de « non spécifié », ce qui dénote d'importantes imperfections dans l'appareil statistique chinois.
| en TWh       | 1990  | %    | 2000    | %    | 2010    | %    | 2020    | %    | 2022    | % 2022 | var. 2022/1990 |
| Industrie    | 351,3 | 73,5 | 690,1   | 66,6 | 2 362,9 | 68,5 | 4 078,0 | 61,7 | 4 490,7 | 59,1 % | +1178 %        |
| Transport    | 5,9   | 1,2  | 16,7    | 1,6  | 64,6    | 1,9  | 133,2   | 2,0  | 176,8   | 2,3 %  | +2878 %        |
| Résidentiel  | 25,5  | 5,3  | 145,2   | 14,0 | 512,5   | 14,9 | 1 152,6 | 17,4 | 1 406,2 | 18,5 % | +5408 %        |
| Tertiaire    | 31,5  | 6,6  | 70,2    | 6,8  | 192,0   | 5,6  | 488,9   | 7,4  | 601,7   | 7,9 %  | +1812 %        |
| Agriculture  | 42,7  | 8,9  | 53,3    | 5,1  | 97,6    | 2,8  | 142,2   | 2,2  | 175,7   | 2,3 %  | +312 %         |
| Non spécifié | 20,9  | 4,4  | 61,2    | 5,9  | 221,2   | 6,4  | 617,0   | 9,3  | 745,6   | 9,8 %  | +3474 %        |
| TOTAL        | 477,7 | 100  | 1 036,6 | 100  | 3 450,7 | 100  | 6 612,0 | 100  | 7 596,7 | 100 %  | +1490 %        |

NB : en 2016, la méthodologie statistique a été modifiée, ce qui s'est traduit par un transfert important du secteur transport (98,5 TWh en 2015 au lieu de 179,6 TWh auparavant) vers le « non-spécifié ».
La consommation brute d'électricité par habitant s'élevait en 2022 à 6 113 kWh ; elle a été multipliée par 11,6 depuis 1990, supérieure de 78 % à la moyenne mondiale (3 427 kWh), mais inférieure de 8 % à celle de la France (6 638 kWh) et de 52 % à celle des États-Unis (12 705 kWh).

## Impact environnemental et social

### Pollution atmosphérique
La pollution atmosphérique atteint des niveaux très élevés, en particulier du fait des émissions de particules et de gaz toxiques des centrales au charbon. Fin janvier 2013, les autorités de Pékin ont vivement conseillé à la population de rester, si possible, chez eux, devant l'étendue de la pollution atmosphérique. De plus en plus d'habitants se déplacent le visage recouvert d'un masque filtrant. Ce n'est pas la première fois que cette situation se produit. Le mardi 29/01/13, les autorités locales ont ainsi affirmé avoir imposé la fermeture de 103 usines et avoir interdit à 30 % du parc des voitures officielles de circuler. L'ambassade des États-Unis, qui calcule et publie son propre indice de qualité de l'air, jugeait que la pollution atmosphérique avait atteint un niveau "dangereux" le 30/01/13.
De plus en plus d’expatriés des grands groupes étrangers décident de vivre seuls à Pékin ou Shanghai pour ne pas exposer leurs enfants à l’air vicié : les effectifs de l’école japonaise de Pékin viennent ainsi de tomber de 592 à 491 élèves en 2014 ; sur le campus japonais de Pudong, à Shanghai, le nombre total d’élèves a aussi baissé de près de 10 % par rapport à la rentrée d’avril 2013 ; les effectifs du lycée français de Pékin seraient également en forte baisse à la rentrée prochaine.
Le « brouillard polluant  » qui enveloppe régulièrement la capitale chinoise commence à faire fuir les touristes étrangers : en 2013, quelque 4,5 millions de visiteurs étrangers ont visité Pékin, soit un recul de 10 % par rapport à 2012, selon l’agence Chine nouvelle qui cite des statistiques officielles ; les mesures prises par les autorités (fermetures d’usines, restriction des ventes de voitures) ne convainquent guère les experts ; la concentration de l’air en microparticules (type PM2.5, les plus nocives pour l’organisme) avait brièvement atteint en 2013 près de 40 fois le niveau maximal d’exposition recommandé par l’Organisation mondiale de la santé (OMS), notamment en janvier 2013.
En septembre 2014, le premier ministre Li Keqiang a annoncé l'interdiction à partir du 1er janvier 2015 de la vente et de l’importation de tout charbon contenant plus de 3 % de soufre ou plus de 40 % de cendres ; 50 000 petites chaudières à charbon seront fermées et les performances environnementales des centrales de plus grande taille devront être améliorées.
Huit des principales métropoles chinoises ont mis en place des dispositifs de limitation des achats de voitures afin d'atténuer la pollution atmosphérique : à Shanghai, les plaques d’immatriculation sont mises aux enchères depuis 1994, sur un modèle initialement imité de Singapour, et leur nombre est limité à 100 000 par an, sauf pour les voitures électriques qui reçoivent leur plaque gratuitement ; à Pékin, où la limitation a été progressive, la solution à première vue choisie a été la loterie : la ville a tiré au sort 240 000 plaques en 2011, puis seulement 150 000 en 2014 et pourrait descendre à 90 000 en 2017, soit dix fois moins que les ventes de 2010. Shenzhen est devenue fin décembre 2014 la huitième ville chinoise à prendre des mesures pour limiter les immatriculations de voitures neuves : 100 000 véhicules par an, dont 20 000 voitures électriques.
Le comité permanent du parlement chinois a voté en décembre 2016 la loi sur la taxe écologique, qui cible les entreprises et les institutions et entrera en vigueur le 1er janvier 2018. La loi fixe un prix de 1,2 yuan (0,16 €) pour chaque unité d'émission polluante, par exemple 950 grammes de dioxyde de soufre. Mais le CO2, le principal gaz à effet de serre responsable du réchauffement climatique, ne figure pas sur la liste des polluants concernés. La loi précise également un prix pour la pollution des eaux (1,4 yuan), ainsi que pour le bruit (entre 350 et 11.200 yuans par mois en fonction des décibels). Le prix des déchets solides est fixé entre 5 et 1.000 yuans par tonne. Les provinces pourront appliquer des taxes dix fois plus élevées, mais elles pourront aussi les abaisser si leurs émissions polluantes sont inférieures aux normes nationales.

### Impact environnemental des barrages

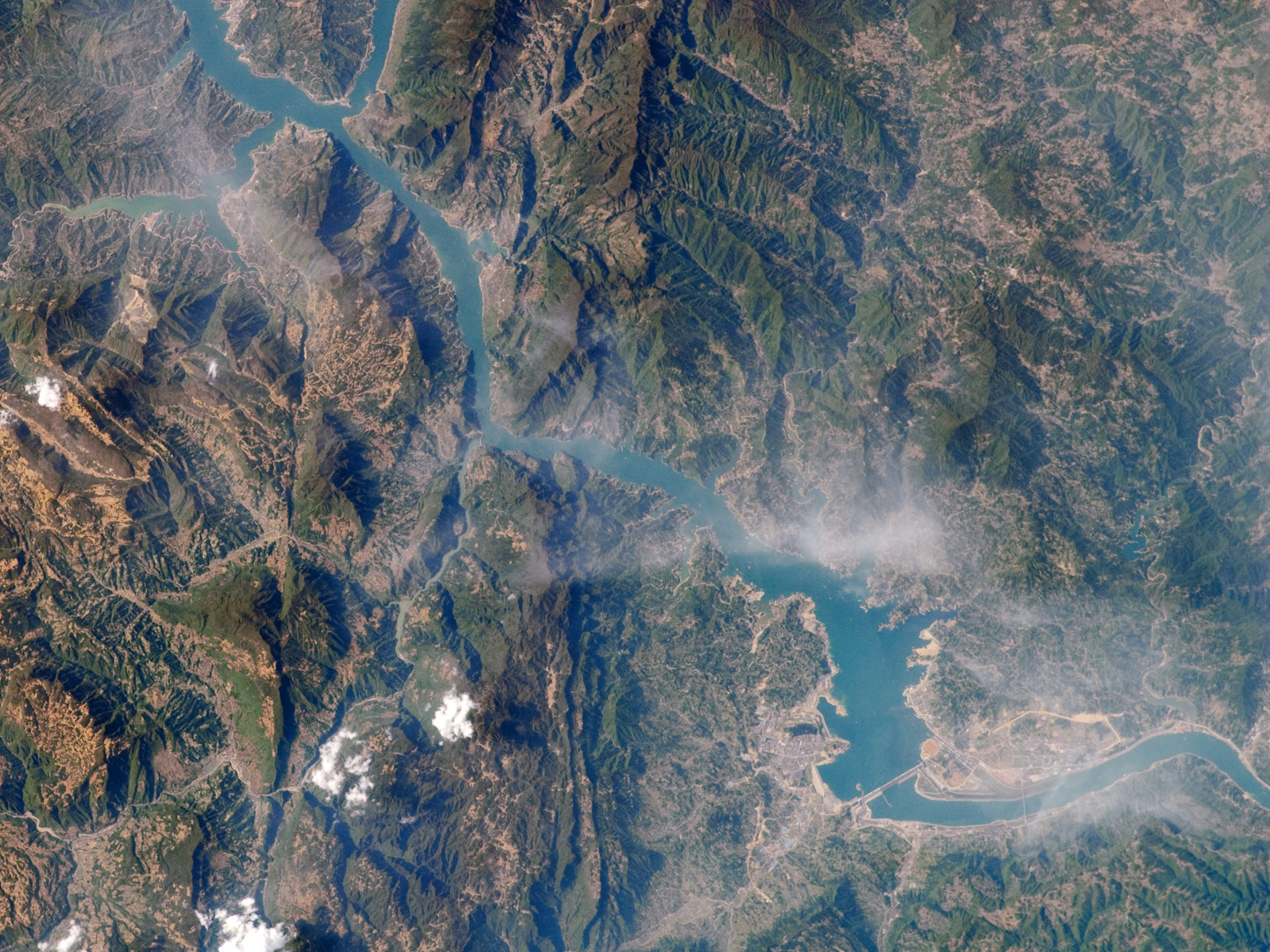
Retenue du Barrage des Trois-Gorges, photo satellite, 2009

Bien qu'elle n'émette pas de gaz à effet de serre lors de la production de l'électricité, l'hydroélectricité n'est pas sans impacts environnementaux et sociaux. Les glissements de terrain, l'inondation de terres cultivées, les tremblements de terre causés parfois par le poids des énormes masses d'eau stockées dans les grands barrages, et la ruine des habitats de reproduction de poissons sont citées comme dégâts. Par ailleurs, elle a causé le déplacement de plus de 15 millions de paysans locaux, qui ont du mal à s'adapter aux milieux urbains extrêmement différents de leurs régions natales. John Hari prétend que jusqu'en 1980 2 296 barrages ont cédé, avec un bilan de 240 000 victimes. Le barrage des Trois-Gorges, peu après sa construction, commença à provoquer des glissements de terrain et des vagues meurtrières. Ses affluents ne pouvaient plus se nettoyer, et par conséquent ses eaux devinrent carcinogènes. Plus de 1,8 million d'habitants ont été déplacés pour sa construction.
L'attention attirée par les médias et les ONG sur les impacts écologiques et sociaux a suscité l'amélioration du cadre règlementaire qui permet d'espérer que les impacts environnementaux de l'hydroélectricité pourront être progressivement mieux pris en compte dans les projets.